# برج میلنیوم بوستون
برج میلنیوم بوستون (انگلیسی: Millennium Tower) ساختمان مسکونی ۶۰ طبقه مستقر در شهر بوستون، ماساچوست است، که در سال ۲۰۱۵ احداث گردید.